# Ben Roy Mottelson
Ben Roy Mottelson   (Chicago, 9 de juliol de 1926 - Copenhaguen, 13 de maig de 2022) fou un físic danès, d'origen estatunidenc, guardonat amb el Premi Nobel de Física l'any 1975.
Va néixer el 9 de juliol de 1926 a la ciutat de Chicago, ciutat de l'estat nord-americà d'Illinois. Va estudiar física a la Universitat de Purdue el 1947 i es doctorà a la Universitat Harvard el 1950.
El 1948 inicià les seves col·laboracions a l'Institut Niels Bohr de Dinamarca, al costat de Aage Niels Bohr i Leo James Rainwater, al voltant de l'estructura del nucli atòmic cosa que els va permetre descriure la mecànica quàntica del nucleó. El 1971 aconseguí la ciutadania danesa, i el 1975 fou guardonat amb el Premi Nobel de Física, juntament amb els seus col·laboradors, per la seva recerca en la descripció quàntica dels nucleons.